# William Readdy
William Francis Readdy (North Kingstown, 24 gennaio 1952) è un ex astronauta statunitense. Ha partecipato alle missioni spaziali Shuttle STS-42, STS-51 e STS-79, una come specialista di missione, una come pilota e una come comandante.